# Ladora
Ladora is een plaats (city) in de Amerikaanse staat Iowa, en valt bestuurlijk gezien onder Iowa County.

## Demografie
Bij de volkstelling in 2000 werd het aantal inwoners vastgesteld op 287. In 2006 is het aantal inwoners door het United States Census Bureau geschat op 292, een stijging van 5 (1,7%).

## Geografie
Volgens het United States Census Bureau beslaat de plaats een oppervlakte van 0,8 km², geheel bestaande uit land. Ladora ligt op ongeveer 231 m boven zeeniveau.

## Plaatsen in de nabije omgeving
De onderstaande figuur toont nabijgelegen plaatsen in een straal van 20 km rond Ladora.